# Покровська сільська рада (Врадіївський район)
Покровська сільська рада — орган місцевого самоврядування у Врадіївському районі Миколаївської області. Адміністративний центр — село Покровське.

## Загальні відомості
- Населення ради: 1 182 особи (станом на 2001 рік)

## Населені пункти
Сільській раді підпорядковані населені пункти:
- с. Покровське
- с. Йосипівка
- с. Капітанка
- с. Тарасівка
- с. Филимонівка
- с. Юр'ївка

## Склад ради
Рада складається з 16 депутатів та голови.
- Голова ради: Ковтун Раїса Павлівна

### Керівний склад попередніх скликань
| ПІБ                               | Основні відомості                                                 | Дата обрання | Дата звільнення |
| --------------------------------- | ----------------------------------------------------------------- | ------------ | --------------- |
| Солтановський Анатолій Сергійович | Сільський голова, 1958 року народження, безпартійний              | 26.03.2006   | 31.10.2010      |
| Гопка Володимир Андрійович        | Сільський голова, 1958 року народження, освіта вища               | 31.10.2010   | 02.10.2013      |
| Ковтун Раїса Павлівна             | Сільський голова, 1966 року народження, освіта вища, позапартійна | 25.05.2014   |                 |

Примітка: таблиця складена за даними сайту Верховної Ради України

## Населення
Згідно з переписом УРСР 1989 року чисельність наявного населення сільської ради становила 1264 особи, з яких 564 чоловіки та 700 жінок.
За переписом населення України 2001 року в сільській раді мешкало 1159 осіб.

### Мова
Розподіл населення за рідною мовою за даними перепису 2001 року:
| Мова       | Відсоток |
| ---------- | -------- |
| українська | 93,91 %  |
| молдовська | 3,05 %   |
| російська  | 2,71 %   |
| вірменська | 0,25 %   |
| циганська  | 0,08 %   |